# Alchemilla algida
Alchemilla algida é uma espécie de rosácea do gênero Alchemilla, pertencente à família Rosaceae.